# Mezilaurus synandra
Mezilaurus synandra, conhecida popularmente como louro-itauba ou louro-pimenta, é uma espécie de planta pertencente ao gênero Mezilaurus.É endêmica ao Brasil, ocorrendo nos estados de Mato Grosso, Pará, Sergipe, Tocantins, Amazonas, Bahia e Rondônia. De acordo com a União Internacional para a Conservação da Natureza, seu estado de conservação é pouco preocupante.